# Howard megye (Arkansas)
Howard megye az Amerikai Egyesült Államokban, azon belül Arkansas államban található. Megyeszékhelye és legnagyobb városa Nashville. Lakosainak száma 12 785 fő (2020. április 1.). Howard megye Polk, Pike, Hempstead, Little River, Sevier és Montgomery megyékkel határos.

## Népesség
A megye népességének változása:
| Lakosok száma | 13 826 | 13 841 | 13 749 | 13 581 | 13 300 | 12 785 |
|               | 2010   | 2011   | 2012   | 2013   | 2015   | 2020   |